# Rosporden
Rosporden (en bretó Rosporden) és un municipi francès, situat a la regió de Bretanya, al departament de Finisterre. L'any 2006 tenia 6.859 habitants. Des de 1999 integra l'antic municipi de Kernével.

## Demografia
| Evolució de la població Cassini |       |       |       |       |       |       |       |       |
| 1793                            | 1800  | 1806  | 1821  | 1831  | 1836  | 1841  | 1846  | 1851  |
| 2 167                           | 2 261 | 2 295 | 2 511 | 2 536 | 2 822 | 2 936 | 3 080 | 3 219 |

| 1856  | 1861  | 1866  | 1872  | 1876  | 1881  | 1886  | 1891  | 1896  |
| ----- | ----- | ----- | ----- | ----- | ----- | ----- | ----- | ----- |
| 3 361 | 3 172 | 3 331 | 3 175 | 3 472 | 3 857 | 4 154 | 4 323 | 4 613 |

| 1901  | 1906  | 1911  | 1921  | 1926  | 1931  | 1936  | 1946  | 1954  |
| ----- | ----- | ----- | ----- | ----- | ----- | ----- | ----- | ----- |
| 4 776 | 4 999 | 5 161 | 5 188 | 5 346 | 5 311 | 5 369 | 5 606 | 5 603 |

| 1962  | 1968  | 1975  | 1982  | 1990  | 1999  | 2006 | 2011 | 2016 |
| ----- | ----- | ----- | ----- | ----- | ----- | ---- | ---- | ---- |
| 6 066 | 5 863 | 7 062 | 6 735 | 6 485 | 6 441 | -    | -    | -    |

| 2019 | - | - | - | - | - | - | - | - |
| ---- | - | - | - | - | - | - | - | - |
| -    | - | - | - | - | - | - | - | - |

## Administració
| Període | Identitat        | Partit |
| ------- | ---------------- | ------ |
| 2001-   | Gilbert Montfort | PS     |

## Història
El Partit Autonomista Bretó va celebrar a Rosporden la seva primera reunió oficial i també el seu primer congrés el 10 de setembre de 1927. Hi participaren endemés autonomistes alsacians i corsos i el partit inaugurà el concepte autonomista basat en l'autonomisme alsacià. Hi participaren Yann Sohier, Olier Mordrel, François Debauvais, Morvan Marchal, Paul Schall i Petru Rocca.